# Monospaces Chrysler (AS)
Pour les articles homonymes, voir Monospaces Chrysler.
Les monospaces Chrysler de deuxième génération sont une série de monospace fabriqués et commercialisés par la Chrysler Corporation en Amérique du Nord et en Europe de 1991 à 1995. Officiellement désignée plate-forme AS par Chrysler, les monospaces de deuxième génération constituaient en une révision approfondie du châssis et de la carrosserie de la première génération. Comme auparavant, les configurations passagers et utilitaire été vendus par les divisions Dodge, Plymouth et Chrysler. Ce sont les premiers monospaces qui offrait des coussins gonflables côté conducteur (en 1991) et des sièges de sécurité pour enfants intégrés en option (en 1992), les monospaces Chrysler de deuxième génération offrait la traction intégrale en option pour la première fois; une transmission manuelle serait offerte pour la dernière fois sur le marché nord-américain.
Comme pour son prédécesseur, Chrysler a assemblé les monospaces de deuxième génération à l'usine d'assemblage de Windsor à Windsor, Ontario, Canada, avec une production supplémentaire à l'usine d'assemblage de Saint Louis (Nord) à Fenton, Missouri de 1990 à 1994. En 1992, pour compléter les exportations des États-Unis, les Chrysler Voyager et Dodge Mini Ram Van étaient produits à Graz, en Autriche (dans l'usine Eurostar de la coentreprise entre Chrysler et Steyr-Daimler-Puch).
Pour l'année modèle 1996, les monospaces de la génération AS ont été remplacés par la plate-forme NS, marquant la première refonte complète des monospaces Chrysler depuis leur introduction en 1984.

## Aperçu
Lancés en novembre 1990, les monospaces Chrysler de deuxième génération été commercialisés par les divisions Dodge, Plymouth et Chrysler. Les plaques signalétiques Dodge Caravan et Plymouth Voyager sont revenues, avec des configurations de carrosserie à empattement court et à empattement long (Grand). Comme avec les monospaces de la première génération, les exemplaires de base été équipés de sièges à 5 places, avec des sièges à 7 places en standard dans les versions à finitions supérieures (SE, LE, ES/LX et tous les monospaces Town & Country).
Pour 1994, la gamme des modèles a subi une révision en milieu de cycle, principalement destinée pour se conformer aux mises à niveau des normes de sécurité fédérales américaines de 1998 pour les voitures (bien que toute la gamme de modèles été officiellement considérée comme un camion léger). Parallèlement aux changements de style extérieur mineurs, les monospaces ont reçu des doubles coussins gonflables, des freins à disque aux quatre roues avec ABS et des poutres latérales dans les portes avant et coulissantes. Dans une autre série de révisions, Chrysler a cherché à rendre les monospaces plus silencieux, améliorant l'ajustement et la finition.

### Châssis
Les monospaces Chrysler de deuxième génération sont officiellement désignées plate-forme AS de Chrysler (correspondant au passage à deux lettres des désignations des plate-forme Chrysler en 1990). Étant largement une révision substantielle des monospaces à plateforme S de la première génération, le châssis AS a conservé l'empattement de 2 845 mm pour les monospaces à empattement standard et de 3 025 mm pour les monospaces "Grand" à empattement étendu. Bien que structurellement sans rapport avec les voitures à plate-forme K (abandonnées) de Chrysler, les monospaces de deuxième génération ont déplacé les similitudes mécaniques vers les plus grands dérivés, adoptant les moteurs et les transmissions de la plate-forme AA de Chrysler (Dodge Spirit/Plymouth Acclaim) et de la plate-forme AC/AY de Chrysler ( Chrysler New Yorker/Fifth Avenue/Imperial et Dodge Dynasty).
En conservant la construction monocoque des monospaces de la première génération, les monospaces de deuxième génération sont équipés d'une suspension avant à jambes de force MacPherson avec ressorts arrière hélicoïdaux; les versions à traction intégrale ont une suspension indépendante aux 4 roues avec un essieu arrière à ressorts à lames. Lors du développement de la plate-forme, une attention particulière a été portée au raffinement de la maniabilité par rapport aux monospaces de la première génération, afin d'améliorer la stabilité, la maniabilité et la sensation de direction.
De 1991 à 1993, une configuration de frein à tambour à disque avant/arrière a été utilisée, avec un système de frein à disque aux quatre roues introduit en 1994. Toutes les versions étaient équipées de freins antiblocage,.

#### Groupe motopropulseur
À l'exception du moteur quatre cylindres en ligne Turbo Chrysler de 2,5 L, les monospaces de deuxième génération avaient les mêmes groupes motopropulseurs de leurs prédécesseurs de 1990. Le moteur standard était un quatre cylindres en ligne Chrysler de 2,5 L à aspiration naturelle développant 100 chevaux; ce moteur était de série sur les monospaces à empattement standard et toutes les versions utilitaires. Un V6 de 3,0 litres produit par Mitsubishi (produisant 142 chevaux) était une option sur les monospaces à empattement court. Lancé en 1990, le V6 Chrysler de 3,3 L (développant 150 ch; porté à 162 ch en 1994) était de série sur tous les Grand Voyager/Grand Caravan, Town & Countrys et les monospaces à traction intégrale; le V6 de 3,3 L été proposé sur les modèles à empattement court comme deuxième option. 
Pour 1994, les monospaces à plateforme AS ont adopté le moteur V6 de 3,8 L de la Chrysler Imperial. Une version à alésage plus grand du V6 de 3,3 L, optimisée pour une puissance de couple supplémentaire, tout en produisant les mêmes 162 chevaux du V6 de 3,3 L, produisait 288 N m de couple. Le moteur standard des Chrysler Town & Country et des monospaces à traction intégrale, le moteur de 3,8 L, est devenu une option sur le Grand Voyager/Grand Caravan. En janvier 1992, un turbodiesel de 2,5 litres construit par l'italien VM Motori a été mis à la disposition des Voyager de construction autrichienne.
Initialement supprimée de la gamme des modèles pour 1991, la transmission manuelle à 5 vitesses a fait un retour de 1992 à 1994 sur les monospaces de base ou les versions utilitaires. Le moteur de 2,5 L était disponible avec la transmission automatique TorqueFlite à 3 vitesses, ainsi que le V6 de 3,0 L. La transmission automatique Ultradrive à 4 vitesses à surmultiplication été installée sur les moteurs V6 de 3,3 L et de 3,8 L. Le turbodiesel, uniquement en Europe, n'était disponible qu'avec une transmission manuelle à cinq vitesses.

### Carrosserie
Dans une refonte complète, les monospaces de deuxième génération présenté une révision majeure de l'extérieur, abaissant le coefficient de traînée extérieur de 0,43 à 0,39. Alors que les changements de style étaient largement évolutifs, les seuls panneaux de carrosserie partagés avec les monospaces de la première génération étaient les portes avant et la porte coulissante. 
Le carénage avant a connu le plus grand degré de changement, avec des ailes avant redessinées permettant une ligne de capot inférieure. Introduits en 1987, les phares composites ont fait leur retour, enveloppant les ailes avant. Avec la ligne de capot inférieure, une calandre plus petite a été utilisée. Dans le cadre du changement de modèle, les stylistes ont cherché à différencier les trois gammes des modèles des uns des autres. Le Plymouth Voyager a reçu des phares chromés et une version plus élégante de sa calandre de 1987-1990; le Dodge Caravan a reçu des phares sans garniture chromée et a adopté la calandre divisées en quatre segments de Dodge pour la première fois. Le Chrysler Town & Country partagé ses phares avec le Plymouth Voyager avec une calandre de style cascade spécifique au modèle. Dans un effort pour réduire la rouille et améliorer l'ajustement et la finition, les pare-chocs avant et arrière ont été repensés, des pare-chocs enveloppants en plastique remplacent les pare-chocs en acier et à embouts en caoutchouc. 
Pour 1991, les poignées de porte extérieures été reprises des monospaces de 1984-1990; pour l'année modèle 1992, les poignées de porte ont été remplacées par un design plus grand, ajusté au ras de la carrosserie.
Conformément au carénage avant, le carénage arrière a subi plusieurs modifications majeures, dont un hayon arrière redessiné. En plus des bords arrondis pour améliorer l'aérodynamisme, le hayon ajouté une plus grande lunette arrière et un troisième feu stop central à l'arrière; l'essuie-glace arrière a été mis à jour pour offrir des modes intermittents.
En plus des nombreux changements extérieurs, l'intérieur a subi une refonte complète; comme avec la génération précédente, les Dodge Caravan et Plymouth Voyager partageaient des intérieurs presque identiques (aux niveaux de finition comparables). Coïncidant avec l'ajout d'un airbag côté conducteur, le tableau de bord a été reconfiguré, plaçant de nombreuses commandes principales et secondaires à portée de main du conducteur. Les monospaces Dodge et Plymouth étaient proposés avec deux tableaux de bord analogiques différents, le Chrysler Town & Country étant équipée d'un tableau de bord numérique. Pour la première fois, une boîte à gants a été ajoutée au tableau de bord (le tiroir de rangement sous le siège a fait son retour).
La refonte de 1991 a adopté les configurations de sièges offertes sur les monospaces de 1989-1990. Alors que les sièges à 5 places sont restés disponibles sur les monospaces à finition de base, les sièges à 7 places sont devenus de série pour tous les monospaces à finitions SE et LE (peu importe l'empattement). Pour répondre aux normes de sécurité fédérales, toutes les places assises des extrémités étaient équipées de ceintures de sécurité à 3 points. Le Chrysler Town & Country (en ligne avec d'autres monospaces à contenu haut de gamme) est passée d'une banquette de deuxième rangée à des sièges baquets de deuxième rangée dans le cadre de la refonte. Commercialisée en tant que sièges "Quad Command", la configuration était disponible sur les monospaces Dodge et Plymouth à finition supérieure (LE et LX/ES),. Pour 1992, pour les monospaces avec banquette de deuxième rangée, Chrysler a introduit les sièges de sécurité pour enfants intégrés en option. Pour 1994, les sièges de sécurité pour enfants intégrés ont été modifiés, permettant une position inclinée (plus proche d'un siège d'auto standard).

### Variations marketing
Depuis les monospaces de la première génération, Chrysler a conservé les niveaux de finition des modèles précédents et essentiellement inchangés (le Mini Ram Van a été remplacé par le Dodge Caravan C/V, bien que la plaque signalétique ait continué d'être utilisée aux Pays-Bas). Bien qu'étant autrefois une caractéristique distinctive des monospaces Chrysler des années 1980, les garnitures simulées en similibois ont commencé à tomber en disgrâce dans les années 1990. En 1992, le similibois est devenu une option supprimable sur le Chrysler Town & Country et a été entièrement supprimé sur le Dodge Caravan pour 1994.
Dans le cadre de la révision du modèle de 1994, le badge du hayon est passé d'un insigne argent sur noir estampé à une police plus petite en relief argentée; il s'agissait du premier changement de badge depuis 1984. Les versions Chrysler Town & Country ont conservé leur badge de style script.

#### Chrysler Town & Country
Dans le cadre de l'introduction des monospaces de deuxième génération, le Chrysler Town & Country est devenu un membre permanent de la gamme des modèles de monospaces, conçu comme étant le produit phare. Produit uniquement dans la configuration de carrosserie à empattement long, le Town & Country était équipé de garnitures en similibois, de rétroviseurs couleur carrosserie et de roues en alliage; le Town & Country est la seule version de cette génération produit avec un tableau de bord numérique. Comme pour ses homologues Chrysler New Yorker et Imperial, le Town & Country était équipé d'un ornement de capot Pentastar en cristal. Outre les garnitures intérieures en cuir capitonné, le Town & Country était équipé de sièges «Quad Command», remplaçant la banquette de la deuxième rangée par des sièges baquets correspondant à ceux de la première rangée.
Bien que la garniture en similibois ait été associée à la plaque signalétique Town & Country depuis les années 1940, en 1992, la fonction est devenue une option supprimable (remplacée par une bande dorée et un script d'aile Town & Country) car elle a commencé à tomber en disgrâce auprès des acheteurs. En 1993, pour l'année modèle 1994, Chrysler a présenté une version du Town & Country avec une calandre couleur carrosserie aux côtés de la garniture latérale en similibois.

#### Chrysler Voyager (exportation)
En dehors de l'Amérique du Nord, Chrysler ne détenant pas les droits sur les marques Dodge ou Plymouth, les exportations des monospaces Chrysler été effectuées sous la plaque signalétique Chrysler. En Europe, Chrysler a commencé à vendre le Voyager en 1988. Comme avec son homologue de la première génération, le Chrysler Voyager de deuxième génération est en grande partie lié au finition du Dodge Caravan. Initialement produit par l'usine d'assemblage de St. Louis, fin 1991, Chrysler a commencé à se procurer le Voyager auprès d'Eurostar en Autriche. En janvier 1992, le Chrysler Voyager a commencé la production avec un moteur diesel VM Motori de 2,5 litres. Les monospaces Chrysler n'ont cependant jamais été vendus avec une option diesel en Amérique du Nord.

#### Dodge Caravan et Plymouth Voyager
Comme pour les monospaces de la première génération, les Dodge Caravan et Plymouth Voyager été finies presque à l'identique, à l'exception des versions utilitaires exclusivement commercialisés par la division Dodge (nommé Dodge Caravan C/V et Grand Caravan C/V en Amérique du Nord, et Mini Ram Van aux Pays-Bas). À l'exception du volant, les monospaces Dodge et Plymouth de deuxième génération sont presque identiques à l'intérieur aux niveaux de finition comparables; Les Dodge Caravan sont équipés d'un volant à quatre branches tandis que les monospaces Plymouth et Chrysler utilisent un volant à deux branches. 
En plus des monospaces de base à 5 places, les deux divisions ont poursuivi la finition SE de classe moyenne et la finition LE de luxe, avec la finition LX comme finition supérieure pour le Voyager à empattement court et l'ES comme finition haut de gamme. 
À la différence des monospaces de la première génération, tous les monospaces SE et LE étaient offerts avec des sièges pour 7 places, quel que soit l'empattement. Les monospaces à finition LE incluaient de nombreuses fonctionnalités standard qui étaient disponibles en option sur les monospaces à finition SE, ainsi qu'une isolation acoustique supplémentaire; les monospaces à empattement long ("Grand") et les modèles à traction intégrale étaient équipés de roues de 15 pouces.
Les versions supérieures du Caravan et du Voyager étaient l'ES (pour les deux versions du Caravan) et le LX (pour le Voyager à empattement court). Les équipements standards des modèles à finition LE partagent les caractéristiques inclus dans les modèles à finitions LX/ES qui servait de mise à niveau cosmétique, similaire aux versions homonymes des Plymouth Acclaim et Dodge Spirit. Au lieu de la garniture en similibois, le LX a reçu un extérieur bicolore au couleur assortie; l'ES a reçu une finition presque monochrome (comme avec la Dodge Spirit, les Caravan à finition ES étaient équipés de roues peintes en blanc). Conformément au Chrysler Voyager européen, le Dodge Caravan ES n'était pas équipé d'un ornement de capot vertical (avec un logo Pentastar de couleur carrosserie fixé directement sur le capot).

## Véhicules à carburant alternatif

### Monospace CNG (1994)
Après la production de prototypes de monospaces au GNC (gaz naturel comprimé) dérivés du Dodge Ram Van en 1992, Chrysler a commencé la production d'une version au GNC de son monospace en 1994. À l'aide du V6 de 3,3 L et du groupe motopropulseur à transmission Ultradrive à 4 vitesses, les monospaces au GNC ont subi plusieurs modifications pour s'adapter au changement de carburant. Parallèlement aux modifications apportées au groupe motopropulseur, quatre réservoirs de carburant CNG de 206 bar été ajoutés au véhicule, remplaçant le puits du pneu de secours et du réservoir d'essence, contenant l'équivalent énergétique de 32,2 litres d'essence.

### Véhicules électriques (1992-1995)
Article principal: Chrysler TEVan
Le Chrysler TEVan est un véhicule électrique à batterie développé entre Chrysler et l'Electric Power Research Institute. Dévoilé comme concept en 1992, un nombre inconnu a été produit entre 1993 et 1995 (entre 56 et 80). Tirant son nom du nom de code d'origine pour les monospaces Chrysler, T-115, et d'EV (pour Electric Vehicle), le TEVan été vendu presque exclusivement aux acheteurs des flotte; le véhicule était basé sur un Dodge Caravan cinq places à empattement standard. 
Le TEVan utilisé un moteur traction GE DC à excitation séparée de 27 ch, 65 ch max (48 kW) couplé à un trans-essieu traction avant à deux vitesses avec Hi, Lo, Reverse et Park. Le manuel désignait la transmission comme une "transmission semi-automatique" bien qu'elle utilise un embrayage. Le contrôle de moteur été également fabriqué par GE.
Deux types de batteries différents étaient disponibles pour le TEVan pendant sa production, pesant 816 kg, le bloc-batterie porté le poids à vide du monospace à 2 295 kg. Le pack nickel-cadmium de 180 V se composait de 30 batteries SAFT STM5-180 6 V 180 Ah dans six cosses amovibles sous le plancher de la voiture, offrant plus de 80 km de portée, et utilisait un système d'arrosage automatique pour un entretien facile de la batterie. Le pack nickel-fer se composait de 30 batteries Eagle-Pitcher 6 V 200 Ah dans six cosses sous le plancher et livré plus de 97 km d'autonomie. Le manuel du TEVan indiquait 129 km d'autonomie. Le chargeur embarqué du TEVan était un CFP Martin-Marietta et acceptait 120 TA à 20 A ou 40 A, 240 TA à 20 A ou 40 A, et jusqu'à 220 TA à 40 A - entrées triphasées.
Le TEVan avait un chauffage électrique en céramique à trois étapes de 8,8 kW. Le convertisseur 120 A DC/DC fournissait la tension de 12 V, il n'y avait pas de batterie (12 V) auxiliaire. Les sondes incluaient la température du moteur et le SOC (State Of Charge, semblable au "niveau de carburant") à l'aide des instruments d'origine. Il était également équipé de la climatisation électrique (R-134a), freinage récupératif, servofreins à l'aide d'une pompe à vide électrique Delco, direction assistée, stéréo AM/FM et airbags. Les pneus d'origine étaient des Goodyear P205/75R15 Momentum LRR, (Low Rolling Resistance) à 3,44 Bar.
En tant que successeur, Chrysler produirait l'EPIC de 1997-1999 (Electric Powered Interurban Commuter Vehicle) basé sur les monospaces de troisième génération.